# Социална справедливост
Социалната справедливост е идеята за създаване на общество или държавни институции, които са базирани на принципите на равенство и солидарност, на истинското разбиране на човешките права и зачитането на човешкото достойнство на всеки индивид .
Терминът се появява през XIX век във връзка със случаите на социални неправди и търсенето на методи за устройство на обществото на принципа свобода и равенство. Едни от най-важните компоненти на социалната справедливост са защита на човешките права и икономическо равенство чрез преразпределение на доходите.
Либералният политически философ Джон Ролс се счита за първия теоретик на социалната справедливост. Той издава книгата Теория на справедливостта, излязла от печат през 1971.